# Niels Sørensen
Niels Sørensen (født 19. februar 1974 i Hobro) er en dansk forhenværende formand for Danmarks Cykle Union, og siden 2017 idrætskonsulent hos Mariagerfjord Kommune. I midten af 1990'erne var han aktiv banerytter, og vandt medaljer ved DM og nordiske mesterskaber i holdløb.